# Volker Bruch
Volker Bruch (Munique, 9 de março de 1980) é um ator alemão. Ele é mais conhecido internacionalmente por seus papéis nas séries de televisão Generation War (2013) e Babylon Berlin (2017).

## Filmografia parcial
- The Reader (2008)
- Female Agents (2008)
- The Baader Meinhof Complex (2008)
- The Red Baron (2008)
- Young Goethe in Love (2010)
- Nanga Parbat (2010)
- Westwind (2011)
- Tour de Force (2014)
- Treasure Guards (2011, Telefilme)
- Generation War (2013, Minissérie)
- Babylon Berlin (2017, Série de TV)
- The Girl in the Spider's Web (2018)